# Тверитинов, Алексей Владимирович
Алексей Владимирович Тверитинов (1742, Рязанская губерния — 1798, Севастополь) — генерал-майор морского ведомства Российской империи, участник русско-турецкой войны 1768—1774 гг.

## Биография
Происходил из древнего дворянского рода Тверитиновых. Родился в 1742 году в рязанском родовом имении Гласково на речке Павловка (Рязанский уезд Рязанской губернии) в семье потомственного военного. Его отец, подпоручик Шлиссельбургского пехотного (мушкетерского) полка Владимир Борисович Тверитинов (1722—?), был участником Семилетней войны, после окончания которой 17 июля 1763 года из-за многочисленных ран и увечий был отставлен от какой-либо военной и гражданской службы. Его дед, Борис Андреевич Тверитинов (1690—1726), с Луцким (Великолуцким) драгунским полком участвовал в Северной войне 1700 – 1721 годов.
Воспитывался в Морском кадетском шляхетском корпусе, в который поступил в 1759 году, вскоре после основания этого учебного заведения. Окончив курс в 1761 году и произведённый в гардемарины, он до 1769 года проходил службу на судах Балтийского флота, был одним из участников Кольбергской экспедиции; с 1766 года — мичман.
С началом русско-турецкой войны, в 1769 году был переведён в Азовскую флотилию, где командуя 14-ю военными лодками, он патрулировал берега или конвоировал транспортные суда. Затем командовал транспортным судном «Шаития», на котором, уже в чине лейтенанта (с 1772 г.), в течение двух лет ходил по Азовскому и Чёрному морям. В 1774 году, находясь в эскадре вице-адмирала А. Н. Сенявина на корабле «Модон», участвовал в сражении при защите Керченского пролива от турецкого флота.
После окончания войны командовал гальотом «Верблюд», на котором ходил между Керчью и Балаклавой. Затем последовательно командовал: «малым» бомбардирским судном, ботом «Миус», снова гальотом «Верблюд», кораблем «Модон» и фрегатом «Седьмой» (с октября 1777 г.) в эскадре капитана Н. А. Карташова. В 1777 году был произведён в капитан-лейтенанты.
Был командирован в Москву за церковной утварью для церкви Св. Николая в Таганроге, а в 1778 году — в Изюмскую и Бахмутскую провинции для описи лесов и промера глубин реки Северский Донец. Таким образом он принял непосредственное участие в создании российского Азовского флота.
В конце 1779 года был назначен командиром фрегата «Крым» и принял непосредственное участие в основании главной базы Черноморского флота и строительстве Севастополя; фрегат был в группе кораблей, детально исследовавших Ахтиарскую бухту в начале мая 1783 года под командованием вице-адмирала Федота Алексеевича Клокачёва. С 1783 года — капитан 2-го ранга; с января 1787 года — капитан 1-го ранга с назначением на должность Адмиралтейского советника Черноморской экспедиции, которая занималась верфями, судостроением, заготовлением всего необходимого для флота, кораблей и их экипажей. Летом 1790 года «за ревностную и прилежную службу» указом императрицы Екатерины ІІ он был произведён в капитаны бригадирского ранга и через полгода назначен на должность «оберштер-кригскомиссара»; он занимался содержанием Черноморского флота, включая и финансовые вопросы, и комплектование экипажей обмундированием, снаряжением и оружием, и назначение на должности, и содержание госпиталей, и многое другое. Наконец, 24 ноября 1796 года он был произведён в генерал-майоры и прикомандирован к адмиралтейств-коллегии, при которой и оставался до смерти, которая наступила 18 (29) ноября 1798 года, в Севастополе, где и был похоронен.